# Joe Patti's Experimental Group
| Recensione | Giudizio |
| ---------- | -------- |
| Ondarock   |          |

Joe Patti's Experimental Group è il ventinovesimo album in studio di Franco Battiato, in collaborazione con Pinaxa, pubblicato in Italia nel 2014 dalla Universal Records.
Battiato si propone di tornare a sonorità puramente elettroniche e sperimentali, in collaborazione con Pino Pischetola, in arte Pinaxa, al lavoro con lui dal 2012, anno di uscita dell'album Apriti sesamo.

## Descrizione
L'album si stacca dalla produzione dei trent'anni precedenti per avvicinarsi all'elettronica, genere che lo caratterizzava invece negli anni settanta. La distanza presa viene spiegata da Battiato un mese prima della sua uscita:
Vari brani dell'album rimandano a produzioni precedenti: l'inizio di Come un branco di lupi è ripreso da L'ignoto, mentre il testo è quello di Inneres auge; Leoncavallo è composta da parti di concerti live tenuti da Battiato, tra cui gli inediti Novena e il concerto tenuto presso il Centro Sociale Leoncavallo di Milano, e il testo è in parte ripreso dal brano "New Frontiers", sesta traccia dell'album "L'arca di Noè"; il brano "Omaggio a Giordano Bruno" contiene campionamenti dal brano "Prigione pozzo", precedentemente incluso nell'album "Cellini - Una vita scellerata"; musiche e testi di L'isola Elefante sono riprese in parte da Shackleton; buona parte di The implicate order è ripresa da Öde, ghost track di Ferro battuto; Le voci si faranno presenze è ripresa da Ghost track, che è appunto una ghost track, contenuta nell'album Fleurs.
Battiato stesso ha però affermato di aver soprattutto ripreso cose registrate tra il 1970 e il 1972, completandole.
L'album è stato anticipato dalla traccia Proprietà proibita, remix della traccia Propriedad prohibida dall'album Clic del 1974. Ne è stato fatto anche un video ufficiale di presentazione, diretto da Leandro Manuel Emede.

## Tracce
1. Leoncavallo – 5:41
2. Le voci si faranno presenze – 2:11
3. Klavier – 2:10
4. Omaggio a Giordano Bruno – 2:34
5. Come un branco di lupi – 6:20
6. The Implicate Order – 4:59
7. Nel cosmo – 0:55
8. CERN – 4:50
9. Nuba – 1:24
10. L'isola elefante – 4:53
11. Proprietà proibita – 4:08

Durata totale: 40:05

## Formazione
- Franco Battiato - voce, sintetizzatore, pianoforte
- Pino Pischetola - live electronics
- Carlo Guaitoli - pianoforte, tastiera elettronica

## Classifiche
| Nazione | Classifica | Massima posizione |
| ------- | ---------- | ----------------- |
| Italia  | FIMI-GFK   | 5                 |